# Sarliac-sur-l’Isle
Sarliac-sur-l’Isle település Franciaországban, Dordogne megyében. Lakosainak száma 1050 fő (2022. január 1.). Sarliac-sur-l’Isle Sorges-et-Ligueux-en-Périgord, Savignac-les-Églises, Saint-Vincent-sur-l’Isle, Bassillac et Auberoche, Escoire és Antonne-et-Trigonant községekkel határos.

## Népesség
A település népessége az elmúlt években az alábbi módon változott:
| Lakosok száma | 414  | 730  | 798  | 1004 | 1051 | 1032 | 1020 | 1027 | 1031 | 1050 |
|               | 1968 | 1982 | 1990 | 2006 | 2013 | 2015 | 2017 | 2019 | 2020 | 2022 |